# PKP EU04 sorozat
A PKP EU04 sorozat egy lengyel Bo'Bo' tengelyelrendezésű 3000 V DC áramrendszerű villamosmozdony-sorozat. 1954 és 1955 között gyártotta a LEW.